# Pierre-Joseph Fontaine
Pour les articles homonymes, voir Fontaine et Pierre Fontaine.
Pierre-Joseph Fontaine né le 19 décembre 1810 à Bruay-sur-l'Escaut, alors nommé Bruay, et mort le 15 juin 1877 à Anzin, est un technicien de la Compagnie des mines d'Anzin, inventeur d'un parachute destiné à freiner la chute des cages de mine.

## Biographie
Pierre-Joseph Fontaine naît le 19 décembre 1810 dans une famille de mineurs employés par la Compagnie des mines d'Anzin. Il commence très jeune à travailler avec son père à la fosse du Marais.
Victime d'un accident qui le laisse boiteux, il est alité pendant trois ans et met à profit cette immobilisation pour étudier. Il est ensuite réintégré, puis affecté au boisage comme chef d'atelier.

## Le parachute de sécurité
Une cause d'accident mortel dans les mines était la chute des cages servant à la descente des mineurs dans la fosse, en cas de rupture des câbles.
En 1845, Pierre-Joseph Fontaine invente un système de frein se déclenchant dès que les câbles ne sont plus tendus. Un ressort est maintenu par la tension des câbles, en cas de rupture, il libère quatre bras avec une pointe à chaque extrémité qui viennent se planter dans le boisage du puits de descente, bloquant ainsi la cabine et l'empêchant de s'écraser au fond avec les mineurs.
Cette trouvaille est aussi faite en 1853 par Elisha Otis qui la transpose aux ascenseurs des édifices américains après une spectaculaire démonstration en public.
Quatorze fosses de la compagnie ont été équipées de l'invention de Pierre-Joseph Fontaine. De 1851 à 1859, dix-neuf ruptures de câble s'y sont produites, sans coût humain, grâce au bon fonctionnement du système de sécurité. Le système équipe ensuite les mines dans toute l'Europe.

## Récompenses
Un prix de l'Académie des sciences est décerné à Pierre-Joseph Fontaine en 1854. Il reçoit la Légion d'honneur le 27 octobre 1858.

## Hommages et postérité
Un monument en son honneur est édifié par le statuaire Corneille Theunissen, Jules Mousseron compose un poème d'hommage à l'occasion de l'inauguration, le 3 juillet 1892. Ce monument en bronze qui représente un galibot remerciant Fontaine, a été fondu pour fabriquer des canons pendant la Première Guerre mondiale. Reconstruit en 1923, il est à nouveau détruit pendant la Seconde Guerre mondiale.
Un lycée professionnel porte son nom dans la ville d'Anzin, une rue à Valenciennes et une autre à Wallers.